# Riupeyrous
 Riupeyrous  es una población y comuna francesa, en la región de Aquitania, departamento de Pirineos Atlánticos, en el distrito de Pau y cantón de Morlaàs.

## Demografía
| 266 | 156 | 257 | 170 | 271 | 262 | 265 | 339 | 326 | 295 | 277 | 276 | 260 | 252 | 256 | 238 | 217 | 226 | 227 | 233 | 234 | 225 | 207 | 204 | 183 | 188 | 140 | 134 | 127 | 136 | 165 | 180 | 151 |
| Para los censos de 1962 a 1999 la población legal corresponde a la población sin duplicidades (Fuente: INSEE [Consultar]) |     |     |     |     |     |     |     |     |     |     |     |     |     |     |     |     |     |     |     |     |     |     |     |     |     |     |     |     |     |     |     |     |